# 沃洛德米里夫卡 (扎特夏市鎮)
47°11′28″N 29°58′34″E / 47.19111°N 29.97611°E
沃洛德米里夫卡（羅馬化：Volodymyrivka）是位於烏克蘭西南部敖德萨州羅茲迪利納區扎特夏市鎮的村莊。該村始建於1857年，面積0.23平方公里，海拔高度174米，2001年人口10，人口密度每平方公里43.48人。